# Iskra (Schiff, 1917)
Die Iskra (polnisch für „Funke“) war ein 1917 in den Niederlanden gebauter Dreimastgaffelschoner, der erst als niederländische Vlissingen, dann als britische St. Blane als Frachtsegler auf der Nordsee unterwegs war. 1927 wurde das Schiff an Polen verkauft, wo es mit Ausnahme der Zeit des Zweiten Weltkriegs von 1928 bis 1977 von der polnischen Marine als Segelschulschiff eingesetzt wurde. 1981 wurde das Schiff abgewrackt.

## Bau und technische Daten
Die Iskra lief am 19. Juni 1917 in den Niederlanden auf der Werft G. Muller in Foxhol unter dem Namen Vlissingen vom Stapel. Das Schiff vermaß 500 Tonnen bzw. 373 BRT und war über alles 50,70 Meter lang, 7,90 Meter breit, 3,80 Meter tief. Ein Dieselmotor unterstützte den Segler. Er erbrachte 260 PS und wirkte auf eine Schraube. Die Besatzung bestand aus 20 Mann Stammbesatzung und 30 Kadetten.

## Nordsee-FrachtseglerVlissingenundSt. Blane
Eigner der Vlissingen war zunächst die Reederei Zeevarts Maatschappie, die es in Groningen registrierte. Als Frachtsegler wurde das Schiff zunächst insbesondere im Küstenhandel der Niederlande, nach dem Ersten Weltkrieg auch an die britische Küste und bis London eingesetzt. Bis 1921 fuhr sie unter niederländischer Flagge, anschließend wurde sie nach Großbritannien verkauft. 1925 kaufte die Reederei A. Kennedy & Son das Schiff und gab ihm den Namen St. Blane. Auch diese Reederei setzte das Schiff weiterhin im Küstenhandel ein, bevor sie es an die polnische Regierung verkaufte.

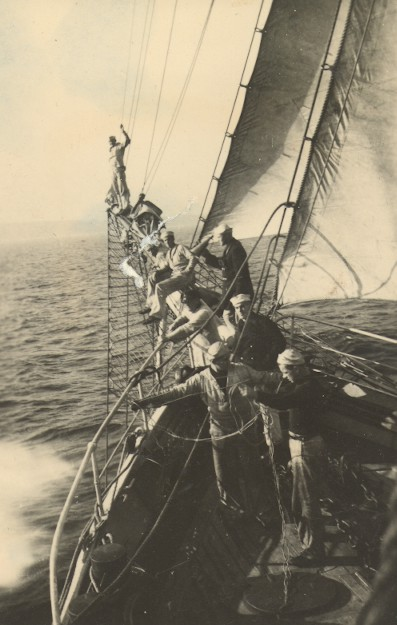
Klüverbaum der Iskra ca. 1937

## Schulschiff der Zweiten polnischen Republik
Am 1. Januar 1927 wurde das Schiff nach Polen überführt und in Danzig bei der Danziger Werft und Eisenbahnwerkstätten zum Schulschiff für die polnische Marine umgebaut. Dazu wurden zwei zusätzliche Deckshäuser für einen Teil der Besatzung errichtet. Am 6. Mai 1928 wurde erstmals die polnische Flagge auf dem in ORP Iskra umbenannten Schiff geheißt. Der Heimathafen wurde Gdingen. In den folgenden Jahren unternahm die Iskra als Segelschulschiff Ausbildungsreisen vor allem in der Ostsee, aber auch bis ins Mittelmeer und zu den Vereinigten Staaten von Amerika.

## Als Leihgabe HMSPigmyin der Royal Navy
Bei Beginn des Zweiten Weltkriegs war die Iskra zum Mittelmeer unterwegs. Am 2. September 1939 erreichte sie den Hafen von Casablanca und legte am 10. Oktober zusammen mit dem polnischen Schultransporter ORP Wilia in Port Lyautey (dem heutigen Kenitra in Marokko) ein. Nach der Kapitulation Frankreichs wurde die Iskra am 27. Juni 1940 nach Gibraltar verlegt. Dort wurde sie als Leihgabe der polnischen Exilregierung am 29. November von der britischen Marine übernommen, die das Schiff als HMS Pigmy als Basis für Torpedoboote und U-Boote einsetzte. Dazu wurde es weitgehend abgetakelt. Bereits am 31. März 1941 erhielt sie ihren alten Namen zurück und wurde erst als Wohnschiff, ab 11. August 1941 als Depotschiff genutzt. Nach Ende der Kriegshandlungen wurde das Schiff der polnischen Marine zurückgegeben, und am 1. Juli 1948 kehrte die Iskra nach Gdingen zurück.

## Schulschiff der Volksrepublik Polen
Bis 1974 setzte die polnische Marine das Schiff wieder als Schulschiff mit Schwerpunkt Ostsee und Reisen von der Barentssee bis zum Mittelmeer und Atlantik ein.  Anschließend wurde es wegen Abnutzung ausgemustert, diente aber zunächst noch als Hulk im Gdingener Kriegshafen. Am 26. November 1977 wurde die Iskra schließlich von der Flottenliste der polnischen Marine gestrichen. Insgesamt hatte sie unter polnischer Flagge 201.000 Seemeilen zurückgelegt. 1981 wurde das Schiff abgewrackt.
1982 erhielt das derzeitige Segelschulschiff der polnischen Marine erneut diesen Namen.